# Premio di poesia Lorenzo Montano
Il premio di poesia Lorenzo Montano, istituito a Verona nel 1986, è un premio letterario italiano.
È stato ideato e promosso dalla rivista letteraria Anterem, intorno a cui si sono riuniti e succeduti nel corso degli anni, in veste di giurati, critici letterari e filosofi, docenti e uomini di cultura, storici della letteratura, dell'arte e della musica. Tra questi  figurano Tullio De Mauro, Franco Ferrarotti, Alberto Folin, Sergio Givone, Carla Locatelli, Romano Luperini, Bruno Moroncini, Francesco Muzzioli, Luigi Pestalozza, Franco Rella, Vittorio Sgarbi, Carlo Sini.
A far parte del Comitato d'onore sono stati invitati, sin dalla prima edizione  Claudio Magris, Edoardo Sanguineti e Andrea Zanzotto.
Il premio si avvale del patrocinio e del sostegno della Regione Veneto, degli Assessorati alla Cultura della Provincia, del Comune e della Circoscrizione Centro storico di Verona, nonché della Biblioteca Civica di Verona.
Attualmente il premio consta di quattro sezioni: "Raccolta inedita", "Raccolta edita", "Una prosa inedita", "Una poesia inedita".

## Vincitori del premio
Tra i poeti premiati col premio Lorenzo Montano si ricordano:
- Luigi Ballerini
- Daniele Bellomi
- Ginevra Bompiani
- Leonardo Bonetti
- Nanni Cagnone
- Giorgio Celli
- Franco Falasca
- Federico Federici
- Ottavio Fatica
- Alessandro Ghignoli
- Alfredo Giuliani
- Enzo Golino
- Andrea Inglese
- Giuliano Mesa
- Emidio Montini
- Magdalo Mussio
- Cosimo Ortesta
- Camillo Pennati
- Antonio Prete
- Michele Ranchetti
- Paolo Ferrari
- Giovanna Frene
- Enzo Campi
- Laura Caccia
- Silvia Comoglio
- Giorgio Bonacini

## IlForum Anterem di Poesia
A partire dal 2003, intorno al Premio è nata un'iniziativa a esso collegata: il Forum Anterem di Poesia.